# Forest Hills Tennis Classic 2006
Il Forest Hills Tennis Classic 2006 è stato un torneo di tennis giocato sul cemento.   
È stata la 3ª edizione del Forest Hills Tennis Classic, che fa parte della categoria Tier IV nell'ambito del WTA Tour 2006. Si è giocato al Forest Hills, New York negli USA, dal 22 al 26 agosto 2006.

## Campionesse

### Singolare
Meghann Shaughnessy ha battuto in finale  Anna Smashnova con il punteggio di 1–6, 6–0, 6–4